# Кубок Албанії з футболу
Ку́бок Алба́нії з футбо́лу — футбольне змагання в Албанії. Проводиться з 1939 року. Через рік розіграш кубка був припинений через війну. Відновився з 1948 року як розіграш республіканського кубка. На сьогодні цей турнір є другим за значимістю після чемпіонату. У розіграші беруть участь 64 команди. Найбільше перемог у столичних клубів «Тирана» — 16 та «Партізані» — 15.

## Переможці
| Клуб         | Переможець | Фіналіст | Рік                                                                                            |
| ------------ | ---------- | -------- | ---------------------------------------------------------------------------------------------- |
| Тирана       | 16         | 11       | 1939, 1963, 1976, 1977, 1983, 1984, 1986, 1994, 1996, 1999, 2001, 2002, 2006, 2011, 2012, 2017 |
| Динамо       | 14         | 7        | 1950, 1951, 1952, 1953, 1954, 1960, 1971, 1974, 1978, 1982, 1989, 1990, 2003, 2025             |
| Партизані    | 15         | 8        | 1948, 1949, 1957, 1958, 1961, 1964, 1966, 1968, 1970, 1973, 1980, 1991, 1993, 1997, 2004       |
| Влазнія      | 7          | 7        | 1965, 1972, 1979, 1981, 1987, 2008, 2021                                                       |
| Фламуртарі   | 4          | 8        | 1985, 1988, 2009, 2014                                                                         |
| Теута        | 4          | 6        | 1995, 2000, 2005, 2020                                                                         |
| Ельбасані    | 2          | 1        | 1975, 1992                                                                                     |
| Беса         | 2          | 6        | 2007, 2010                                                                                     |
| Лачі         | 2          | 2        | 2013, 2015                                                                                     |
| Кукесі       | 2          | 3        | 2016, 2019                                                                                     |
| Егнатія      | 2          | 1        | 2023, 2024                                                                                     |
| Скендербеу   | 1          | 6        | 2018                                                                                           |
| Аполонія     | 1          | -        | 1998                                                                                           |
| Люшня        | -          | 3        | -                                                                                              |
| Томорі Берат | -          | 1        | -                                                                                              |
| Албпетрол    | -          | 1        | -                                                                                              |
| Бюліс        | -          | 1        | -                                                                                              |